# Arthur Verhoeven

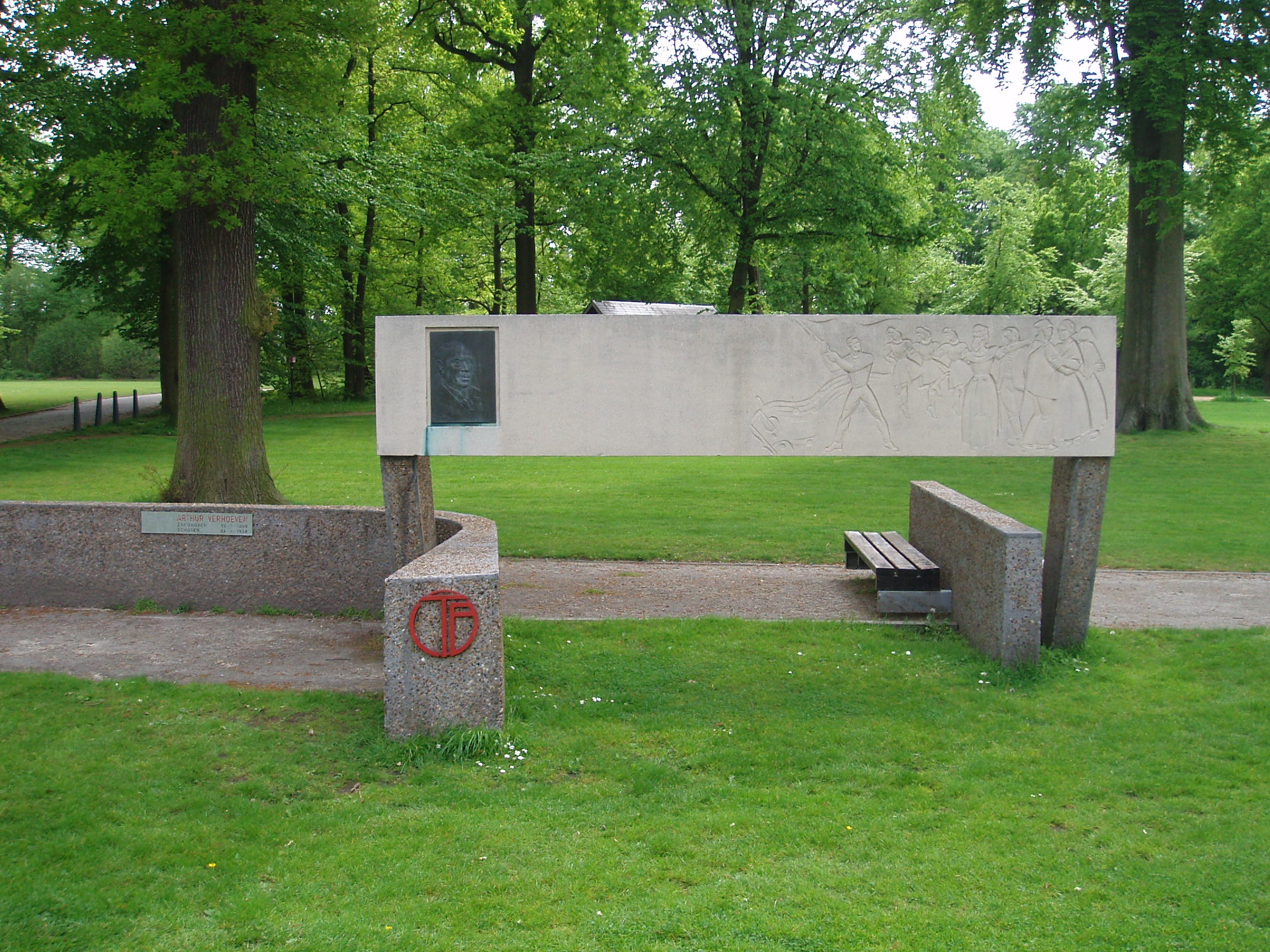
Herdenkingsmonument voor Arthur Verhoeven aan het Kasteel van Schoten

Arthur Hendrik Verhoeven (Zandhoven, 13 januari 1889 - Schoten, 24 april 1958) was een Belgische componist en organist.

## Leven
Hij was zoon van koster-organist te Zandhoven Petrus Franciscus Willibrordus Verhoeven en Maria Philomena De Clerck. Hij kreeg zijn  eerste lessen van zijn (verder onbekend gebleven) oudere broer. In later even werden zijn docenten Arthur De Hovre (orgel), August De Boeck (harmonieleer), Lodewijk Mortelmans (contrapunt en fuga) en Paul Gilson (compositieleer).  Hij was van 1911 tot 1959 koster annex organist van de Sint-Cordulakerk in Schoten. Net als De Boeck werd hij geprezen als improvisator op het orgel. Als componist was hij erg actief tussen 1910 en 1930, het jaar waarin hij zijn opera Valentijn voltooide. Daarna beperkte hij zich vooral tot het bewerken van zijn vroegere composities. Hij schreef talloze liederen, waarbij hij wel teksten gebruikte van bijvoorbeeld Jozef Simons (die meehielp zijn baan als organist te verkrijgen) en Lambrecht Lambrechts. Bekend werden Slaat op den trommel en de cycli Ring om het jaar, Vijf liederen van ingetogen stemming en Bloei.
Verhoeven is een van die vele verdienstelijke Vlaamse componisten uit de eerste helft van de twintigste eeuw die in alle bescheidenheid, maar met veel vakmanschap in de schaduw werkte. Zijn werk omvat naast orgelcomposities vooral religieuze muziek. Al zijn werk werd later ondergebracht bij de het Centrum voor Vlaamse Muziek van het Koninklijk Vlaams Conservatorium.

## Eerbetoon
Ter nagedachtenis aan Verhoeven werd er in 1968 in Schoten door het Vlaamse Toeristenbond (VBT) een monument ter ere van hem geplaatst, dat in 2018 opgeknapt werd. Zowel Zandhoven als Schoten (woonwijk De kasteeldreef) kennen een Arthur Verhoevenlaan.
- International Standard Name Identifier: 0000 0000 4249 2032
- Library of Congress Control Number: n94107371
- MusicBrainz: 8c40bbf1-86ac-4536-836a-66c6094c223a
- Virtual International Authority File: 4169173
- WorldCat: E39PBJxCBgKjQ933twJxvV3YT3